# Valfar, ein Windir
Valfar, ein Windir è una raccolta della viking metal band norvegese Windir, pubblicata nel 2004 dopo la morte del fondatore e frontman Valfar.
La raccolta si divide in due CD: il primo contiene canzoni registrate dal vivo (Svartasmeden og Lunnamyrstrollet, Blodssvik) e eseguite da altre band (Dauden, Ending, Mørkets Fyrste, Destroy, Likbør) come tributo a Valfar, oltre che tracce inedite (Stri, Stridsmann) e ri-registrate (Dans På Stemmehaugen, The Profound Power); il secondo è una vera e propria raccolta che comprende tracce estratte dalle pubblicazioni precedenti della band.

## Tracce

### Disco 1
1. Stri - 01:25
2. Stridsmann - 05:54
3. Dans På Stemmehaugen - 06:29
4. The Profound Power - 04:57
5. Dauden (eseguita dagli Enslaved) - 05:12
6. Ending (eseguita dai Finntroll) - 02:57
7. Mørkets Fyrste (eseguita dagli E-Head) - 07:26
8. Destroy (eseguita dai Notodenn All Stars) - 04:56
9. Likbør (eseguita dai Weh) - 05:26
10. Svartasmeden og Lunnamyrstrollet -	09:14
11. Blodssvik - 07:44

### Disco 2
1. Soge II – Framkomsten - 01:33
2. Krigaren Si Gravferd - 06:24
3. Sognariket Sine Krigarar - 05:35
4. Byrjing - 03:17
5. Arntor, Ein Windir - 06:56
6. Saknet - 10:03
7. 1184 - 05:28
8. Journey To The End - 09:34
9. Martyrium - 05:00
10. Fagning - 08:31
11. On The Mountain of Goats - 05:24
12. Sòknardalr - 05:45